# 八帶底潛魚
八帶底潛魚為輻鰭魚綱鼬魚目鼬魚亞目隱魚科的其中一種，發現於東南大西洋的崔斯坦火山群海域，棲息深度可達139公尺，體長可達17.6公分，為底棲性魚類，棲息在大陸坡。

## 擴展閱讀
維基物種上的相關：八帶底潛魚